# 東京都立町田の丘学園
東京都立町田の丘学園（とうきょうとりつ まちだのおかがくえん）は、東京都町田市野津田町に所在する特別支援学校である。肢体不自由教育部門と知的障害教育部門を有し、小学部・中学部・高等部を設置している。

## 概要
本校は、2つの教育部門から構成されている。肢体不自由教育部門（A部門）では、普通学級、重複学級、訪問学級を設置しており、知的障害教育部門（B部門）では、普通学級、重複学級、自閉症学級を設置している。
町田市立三輪小学校や町田市立小山田中学校、隣接する東京都立野津田高等学校との交流学習を実施している。

## 児童・生徒・教職員数
児童生徒355名、教職員210名（令和7年度）

## 通学区域
肢体不自由教育部門（小学部・中学部・高等部）
- 町田市全域

知的障害教育部門（小学部・中学部・高等部）
- 町田市（下記以外の地域）
  - 東京都立八王子西特別支援学校および東京都立八王子南特別支援学校の学区：相原町、小山町、小山ヶ丘

## 部活動
肢体不自由教育部門
- スポーツ部

知的障害教育部門
- バスケットボール部
- 合唱部
- 美術部
- eスポーツ部

## 所在地
〒195-0063 東京都町田市野津田町2003番地